# Tensión eléctrica de Planck
El voltaje de Planck es la unidad de voltaje, denotada por VP, en el sistema de unidades naturales conocido como las unidades de Planck. Se define como:
{\displaystyle V_{P}={\frac {E_{P}}{q_{P}}}={\sqrt {\frac {c^{4}}{G4\pi \epsilon _{0}}}}\;\approx \;1.04295\times 10^{27}\;V}
donde
- {\displaystyle E_{P}} es la energía de Planck
- {\displaystyle q_{P}} es la carga de Planck
- {\displaystyle c} es la velocidad de la luz en el vacío
- {\displaystyle G} es la constante de gravitación universal